# マルクス・ローセンベリ
ニルス・マルクス・ローゼンベリ（Nils Markus Rosenberg、1982年9月27日 - ）は、スウェーデン・マルメ出身の元サッカー選手。元スウェーデン代表である。現役時代のポジションはFW（センターフォワード、ウイング）。

## 経歴

### 初期の経歴
5歳の頃にマルメFFの下部組織に入団し、フォワードに転向する前は右サイドバックとして成功を収めた。2001年にトップチームデビューしたが、ニクラス・スコーグやPeter Ijehとのポジション争いに苦しみ、2004年初頭にアフォンソ・アウヴェスとイゴル・シプニエフスキが加入するとハルムスタッドBKにレンタル移籍させられた。ハルムスタッドBKではレギュラーポジションを獲得し、マルメFFに勝ち点2差でリーグ優勝は逃したが、2004年シーズンは26試合に出場して14得点を記録し、リーグ得点王に輝いた。2005年にマルメFFに復帰すると、初開催となった2004-05シーズンのロイヤルリーグで得点王となり、2005年のアルスヴェンスカンではアシスト王となった。

### AFCアヤックス

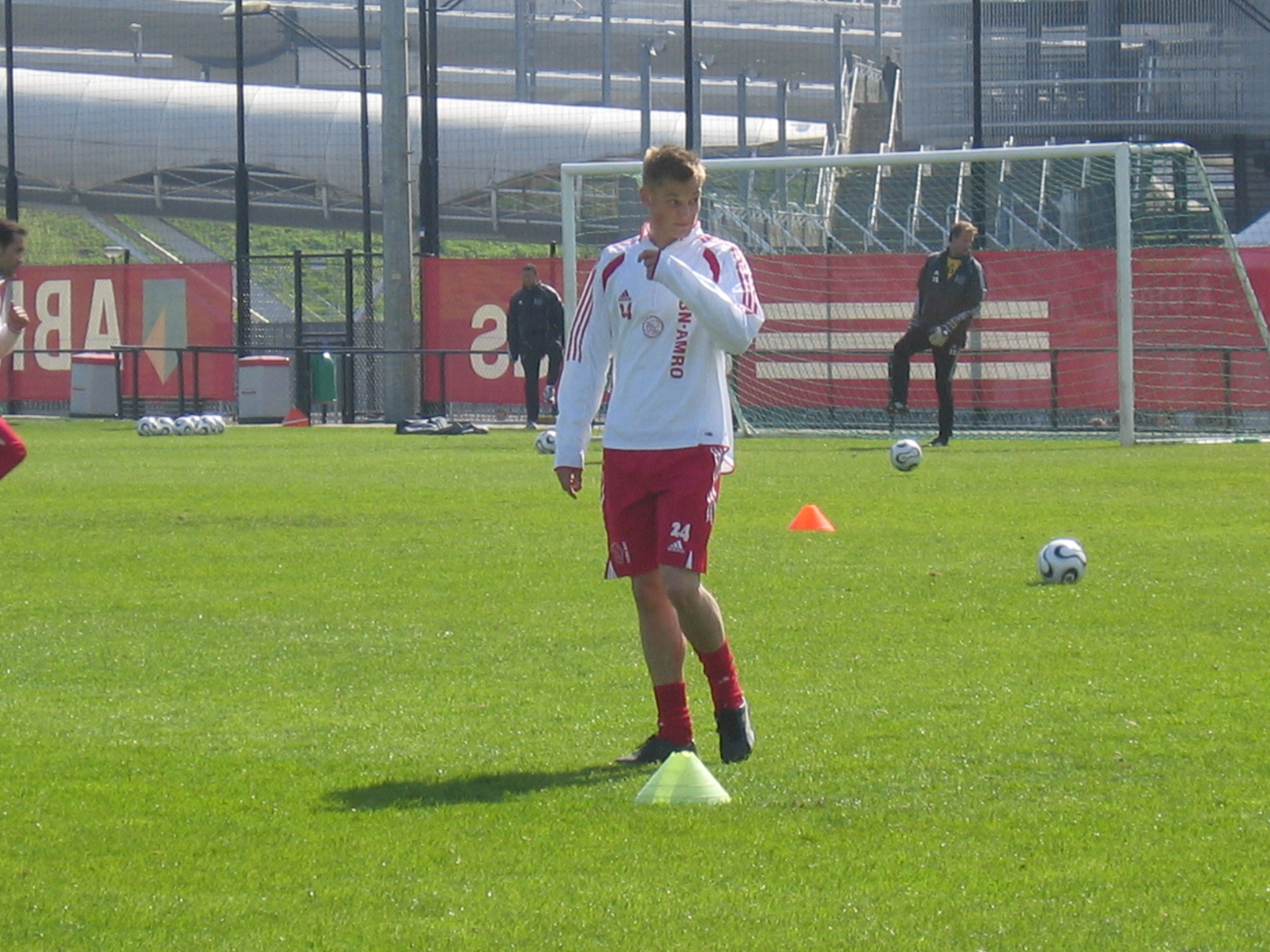
アヤックス時代のトレーニング風景

2005年夏、移籍金530万ユーロでエールディヴィジのAFCアヤックスに移籍した。同じスウェーデン人のズラタン・イブラヒモビッチの後継者として期待され、UEFAチャンピオンズリーグ予選のブロンビーIF戦でデビューし、その試合で初得点も決めた。エールディヴィジデビューはRBCローセンダール戦である。2005-06シーズンはじめは4-3-3システムの前線の中央でプレーしていたが、ローゼンベリは徐々にパフォーマンスを落とし、ダニー・ブリント監督はローゼンベリとアンゲロス・ハリステアスを前線に起用する4-4-2システムに切り替えた。新システム移行後は成績が悪く、2006年1月には高額の移籍金でクラース・ヤン・フンテラールが加入すると、ローゼンベリの居場所はもはやセンターフォワードにはなく、4-3-3システムの左ウイングにポジションを移した。フンテラール加入後はチームの成績・自身の成績ともに向上し、プレーオフに出場できるレギュラーシーズン5位に食い込んだ。このプレーオフではフェイエノールトとFCフローニンゲンを下してUEFAチャンピオンズリーグ予選出場権を獲得し、さらにKNVBカップで優勝を果たした。リーグ戦ではチーム得点王・リーグ3位となる12得点を記録した。2006-07シーズンはレギュラーポジションを失い、主にフンテラールの控えとして起用された。UEFAカップのIKスタルト戦では3得点を挙げたが、ヘンク・テン・カテ新監督の下でもフンテラールのポジションを奪うことはできなかった。

### ヴェルダー・ブレーメン

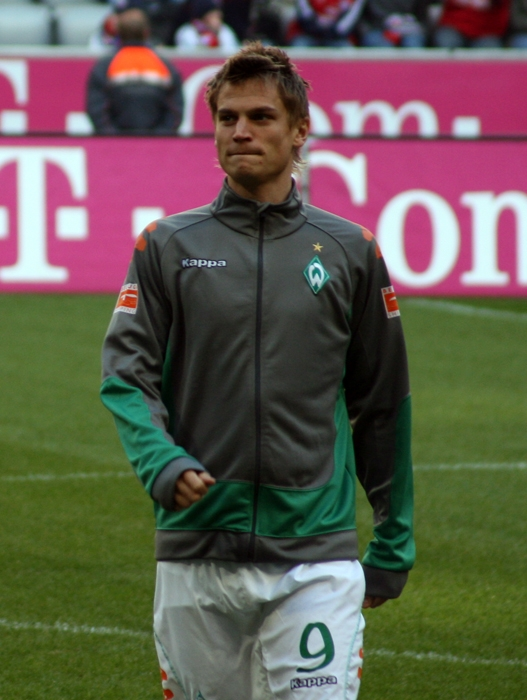
バイエルン戦でのローゼンベリ

2007年1月26日、移籍金450万ユーロ（約7億円）でヴェルダー・ブレーメンに移籍し、1月28日のハノーファー96戦でデビューした。バイエルン・ミュンヘン戦 (1-1) で初得点を挙げた。空中戦での強さは特筆すべきものであるが、足元のテクニックも相手にとって危険な存在である。国内リーグ戦では適応に苦しんだが、国内カップ戦や欧州カップ戦では重要な得点を挙げている。
2010年8月31日、クラブとの契約を2012年まで延長し、そのすぐ後には1年間の契約でスペインのラシン・サンタンデールにレンタル移籍した。ラシンでは成功を収め、2010-11シーズンはチームトップの9得点を挙げた。

### ウェスト・ブロムウィッチ・アルビオンFC
2012年8月7日、ウェスト・ブロムウィッチ・アルビオンFCへ移籍。

### 代表
2005年にスウェーデン代表デビューし、2006 FIFAワールドカップに参加したが、1試合にも出場していない。UEFA EURO 2008予選のデンマーク戦では試合終了間際にクリスティアン・ポウルセンに腹を殴られ、主審はポウルセンの退場とPKを宣告したが、この判定に怒ったデンマークサポーターが主審を襲い、没収試合となる事件があった。UEFA EURO 2008本大会に出場している。

## 代表歴

### 出場大会
- スウェーデン代表
  - 2006 FIFAワールドカップ

### 試合数
- 国際Aマッチ 33試合 6得点（2005年-2012年）[3]

| スウェーデン代表 | 国際Aマッチ | 国際Aマッチ |
| 年               | 出場        | 得点        |
| ---------------- | ----------- | ----------- |
| 2005             | 6           | 3           |
| 2006             | 6           | 1           |
| 2007             | 7           | 2           |
| 2008             | 7           | 0           |
| 2009             | 4           | 0           |
| 2010             | 0           | 0           |
| 2011             | 0           | 0           |
| 2012             | 3           | 0           |
| 通算             | 33          | 6           |

### 得点
| #  | 日時           | 場所                       | 相手               | スコア | 結果 | 大会               |
| -- | -------------- | -------------------------- | ------------------ | ------ | ---- | ------------------ |
| 1. | 2005年1月22日  | カリフォルニア州, カーソン | 韓国               | 1–1    | 1–1  | 親善試合           |
| 2. | 2005年8月7日   | ウッレヴィ                 | チェコ             | 2–1    | 2–1  | 親善試合           |
| 3. | 2005年11月12日 | ソウル                     | 韓国               | 2–2    | 2–2  | 親善試合           |
| 4. | 2006年9月6日   | ウッレヴィ                 | リヒテンシュタイン | 3–1    | 3–1  | UEFA EURO 2008予選 |
| 5. | 2007年6月6日   | ソルナ                     | アイスランド       | 4–0    | 5–0  | UEFA EURO 2008予選 |
| 6. | 2007年9月12日  | ポドゴリツァ               | モンテネグロ       | 1–1    | 2–1  | 親善試合           |

## タイトル
- ハルムスタッドBK
  - アルスヴェンスカン得点王 : 2004
- AFCアヤックス
  - KNVBカップ : 2005-06
- ヴェルダー・ブレーメン
  - DFBポカール : 2008-09
- マルメFF
  - アルスヴェンスカン : 2014, 2016, 2017